# De Weere (Opmeer)
Pour les articles homonymes, voir De Weere.

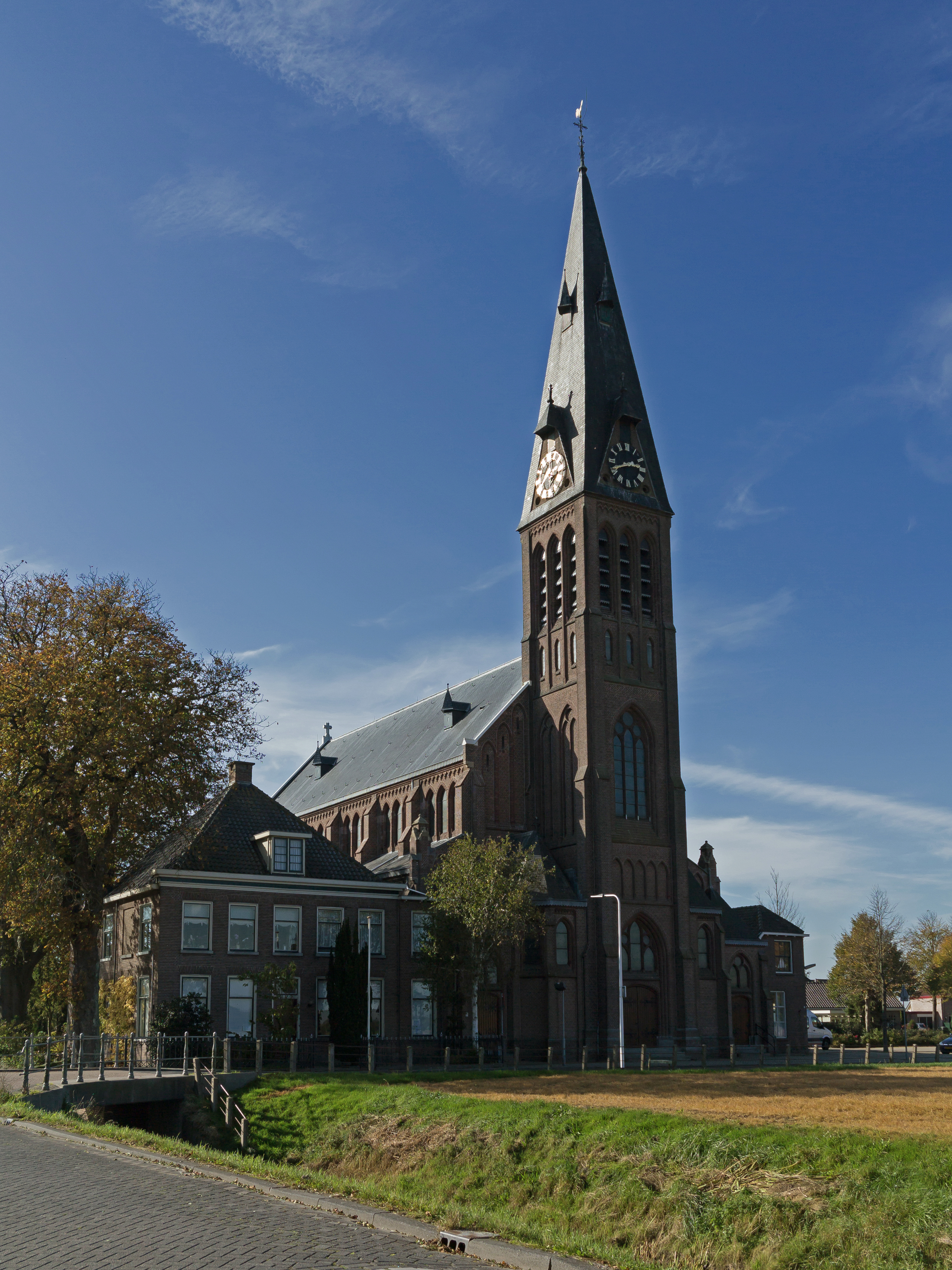
L'église : de Sint Lambertuskerk

De Weere est un village de la commune néerlandaise d'Opmeer, dans la province de la Hollande-Septentrionale.